# Сухопутные войска Ботсваны
Сухопутные войска Ботсваны (СВБ) (англ. Botswana Defence Force, BDF) — компонента Сил обороны Ботсваны. На 2009 год состав насчитывает около 9000 активных членов. СВБ включает командование, сухопутные войска, материально-техническое обеспечение
СВ Ботсваны состоят из бронетанковой бригады, двух пехотных бригад, четырёх пехотных батальонов, двух артиллерийских полков, инженерного полка и полка спецназа.
В 2000—2010 годах главным партнёром СВБ являются Соединенные Штаты. Соединенные Штаты являются крупнейшим иностранным вкладчиком в оборону Ботсваны. Большая часть офицерского состава СВБ прошла обучение в Соединенных Штатах. Также в качестве инструкторов выступают военные из Великобритании, Индии и Канады.

## История
После обретения независимости в 1966 году, президент Ботсваны отказался от создания армии, направив средства на развитие экономики и борьбу с бедностью. Для обеспечения правопорядка и патрулирования границ были сформированы только несколько подразделений военной полиции с небольшим количеством сотрудников (англ. Police Mobile Unit, PMU.
Сухопутные силы были созданы в 1977 году для отражения нападения повстанцев во время Войны в Южной Родезии. В 1985 году на территорию Ботсваны вторглись штурмовые команды Южно-Африканских сил обороны. После отражения вторжения родезийских и южноафриканских сил и наступления относительного затишья, СВБ занялись борьбой с браконьерством, преодолением последствий стихийных бедствий, поиск и спасение выживших в диких землях. На начало 1987 года СВБ имели небольшое авиационное крыло и общую численность персонала около 3000 человек. К 1992 году численность возросла до 7000 человек, а финансирование составило около 16 % государственного бюджета. К 1994 году авиационное крыло было переформировано в отдельное Авиационное крыло Сил обороны Ботсваны и значительно расширено, на что было потрачено около 250 миллионов долларов США. С начала 1990-х годов солдаты СВБ принимают участие в поддержании мира в других африканских странах. В 2013 году численность составляла около 12500 человек, включая женщин.

## Участие в миссиях
- 1992—1993 — контингент СВБ участвовал в единой миссии под руководством Соединенных Штатов во время  гражданской войны в Сомали (Unified Task Force[англ.]).
- 1993—1994 — миротворческая миссия ООН ЮНОСОМ-1 в Сомали (United Nations Operation in Somalia I[англ.]).
- 1993—1994 — участие в качестве наблюдателей в миротворческой миссии ООН МООНПР в Руанде (United Nations Assistance Mission for Rwanda[англ.].
- 1993—1994 — участие в операции ООН ЮНОМОЗ в Мозамбике (United Nations Operation in Mozambique[англ.]).
- 1995 — спасательные операции во время наводнений на большей части территории Ботсваны.
- 1996 — предотвращение затопления завода по производству золы в Боташ (Ботсвана).
- 1998 — около 380 солдат в составе САДК приняли участие в Операции Boleas в Лесото. После операции бойцы армии Лесото прошли военную переподготовку.
- 1999 — участие в работе миротворцев ООН в Сомали и Дарфуре.
- 2007 — участие в миссии ЮНАМИД в Судане (Дарфур) в качестве наблюдателей.
- 2006 — борьба с последствиями после наводнения возле Рамоцвы.
- 2009 — борьба с последствиями после наводнения в регионе Касане.
- 2015 — протесты в Габороне и Мауне.
- 2017 — Продолжение акций протеста в крупных городах Ботсваны.

## Структура
- Штаб (Габороне)
- 1-я танковая бригада (Габороне)
- 1-я механизированная бригада (Габороне)
- 2-я моторизованная бригада (Франсистаун)
- 3-я моторизованная бригада (Ганзи)
- 1-й полк специального назначения (коммандос) (Габороне)
- Четыре отдельных пехотных батальона
- Две артиллерийские бригады
- Один инженерный полк
- Один батальон зенитной обороны
- Одно армейское речное крыло

В 1978 году при Силах обороны был создан футбольный клуб «Ботсвана Дифенс Форс XI». Игроки были набраны из желающих, а часть из игроков команды полиции «Полис Мобайл Юнит». В своё время игроками этого клуба были бывшие генерал-майор Б. К. Оитсиле, полковник Ф.Катце, полковник Ф. Уэбб и многие другие военные деятели Ботсваны. Клуб с 1981 по 2004 год шесть раз становился чемпионом страны.

## Вооружение и военная техника
| Фото                     | Тип                              | Описание                                    | Количество              | Примечания                                                                       |
| Бронетехника             | Бронетехника                     | Бронетехника                                | Бронетехника            | Бронетехника                                                                     |
| ------------------------ | -------------------------------- | ------------------------------------------- | ----------------------- | -------------------------------------------------------------------------------- |
|                          | SK-105 Kürassier                 | Лёгкий танк                                 | 20                      | По состоянию на 2018 год                                                         |
|                          | FV101 Scorpion                   | Лёгкий разведывательный танк                | 25                      | По состоянию на 2018 год.                                                        |
|                          | LAV-150 Commando                 | Боевая машина пехоты                        | 50                      | По состоянию на 2018 год некоторые вооружены 90-мм пушками, некоторые BGM-71 TOW |
|                          | RAM-V-1                          | Боевая разведывательная машина              | н.д.                    | По состоянию на 2018 год                                                         |
|                          | RAM-V-2                          | Боевая разведывательная машина              | 8                       | По состоянию на 2018 год                                                         |
|                          | RAM MK3                          | Боевая разведывательная машина              | 42                      | По состоянию на 2017 год                                                         |
|                          | RAM-2000                         | Боевая разведывательная машина              | 20                      | По состоянию на 2017 год                                                         |
|                          | Véhicule Blindé Léger            | Боевая разведывательная машина              | 64                      | По состоянию на 2018 год                                                         |
|                          | БТР-60                           | Бронетранспортёр                            | 50                      | По состоянию на 2018 год                                                         |
|                          | MOWAG Piranha III                | Бронетранспортёр                            | 45                      | По состоянию на 2018 год                                                         |
|                          | FV103 Spartan                    | Бронетранспортёр                            | 6                       | По состоянию на 2018 год                                                         |
| Артиллерия               |                                  |                                             |                         |                                                                                  |
|                          | APRA-40                          | Реактивная система залпового огня           | 20                      | По состоянию на 2018 год                                                         |
|                          | ATMOS 2000                       | 155-мм самоходная артиллерийская установка  | 18                      | По состоянию на 2017 год                                                         |
|                          | Soltam M-71                      | 155-мм буксируемая гаубица                  | 12                      | По состоянию на 2018 год                                                         |
|                          | L118                             | 105-мм буксируемая гаубица                  | 12                      | По состоянию на 2018 год                                                         |
|                          | OTO Melara Mod 56                | 105-мм буксируемая гаубица                  | 6                       | По состоянию на 2018 год                                                         |
|                          | М-43                             | 120-мм миномёт                              | 6                       | По состоянию на 2018 год                                                         |
|                          | LLR 81mm                         | 81-мм средний миномёт                       | 22                      | По состоянию на 2018 год                                                         |
| Противотанковые средства |                                  |                                             |                         |                                                                                  |
|                          | BGM-71 TOW                       | 152-мм противотанковый ракетный комплекс    | некоторое количество ПУ | По состоянию на 2018 год Установлены на LAV-150 Commando                         |
|                          | MAPATS                           | 156-мм противотанковый ракетный комплекс    | некоторое количество ПУ | По состоянию на 2018 год                                                         |
|                          | Grg m/48                         | 84-мм ручной противотанковый гранатомёт     | н/д                     | По состоянию на 2018 год                                                         |
| Средства ПВО             |                                  |                                             |                         |                                                                                  |
|                          | SHORAD VL MICA                   | Самоходный ЗРК                              | 1                       | По состоянию на 2017 год                                                         |
|                          | Javelin                          | Переносной зенитно-ракетный комплекс        | н.д.                    | По состоянию на 2018 год                                                         |
|                          | Mistral                          | Переносной зенитно-ракетный комплекс        | н.д.                    | По состоянию на 2017 год                                                         |
|                          | Игла-1                           | Переносной зенитно-ракетный комплекс        | н.д.                    | По состоянию на 2018 год                                                         |
|                          | Стрела-2                         | Переносной зенитно-ракетный комплекс        | н.д.                    | По состоянию на 2018 год, возможно сняты с вооружения                            |
|                          | M167 Vulcan                      | 20-мм зенитная установка                    | 7                       | По состоянию на 2018 год                                                         |
| Инженерная техника       |                                  |                                             |                         |                                                                                  |
|                          | 4KH7FA-SB Greif                  | Бронированная ремонтно-эвакуационная машина | 1                       | По состоянию на 2018 год                                                         |
|                          | M578                             | Бронированная ремонтно-эвакуационная машина | 1                       | По состоянию на 2018 год                                                         |
|                          | Aardvark JSFU                    | Самоходный минный трал                      | н.д.                    | По состоянию на 2018 год                                                         |
|                          | Komatsu D155AX                   | Машина разграждения / бульдозер             | н.д.                    | По состоянию на 2017 год                                                         |
| Вспомогательная техника  |                                  |                                             |                         |                                                                                  |
|                          | Oshkosh M1070                    | Транспортер-тягач тяжёлой техники           | 1                       | По состоянию на 2019 год                                                         |
|                          | Acmat 4.20 4x4                   | Грузовой автомобиль 4×4                     | 50                      | По состоянию на 2017 год                                                         |
|                          | Acmat Ambulance                  | Автомобиль скорой помощи                    | н.д.                    | По состоянию на 2017 год                                                         |
|                          | Land Rover Wolf                  | Вседорожник 4×4                             | 500                     | По состоянию на 2018 год                                                         |
|                          | Tomcar Infantry mobility vehicle | Багги                                       | н.д.                    | По состоянию на 2017 год                                                         |